# Norihiro Yagi
Norihiro Yagi (八木 教広?, Yagi Norihiro; Okinawa, 1968) è un fumettista giapponese.

## Carriera
Iniziò a disegnare manga a livello professionale nel 1990, e con il suo primo lavoro, Undeadman, che venne pubblicato dal mensile Shōnen Jump e del quale furono realizzati due seguiti, vinse il 32º premio Akatsuka. Il suo secondo lavoro, la commedia Angel densetsu, fu pubblicato ancora una volta dallo Shōnen Jump tra il 1992 e il 2000.  Successivamente lavora al manga Claymore, che viene pubblicato a partire dal 2001 in tre riviste diverse (Monthly Shōnen Jump, Weekly Shōnen Jump e Jump Square) fino alla sua conclusione nel 2014, ed è stato pubblicato anche in Italia dalla Star Comics.

## Vita privata
Nelle introduzione ai tankōbon dice di sé di trascorrere il suo tempo libero ascoltando musica hard rock, giocando ai videogiochi, guidando, e praticando le arti marziali; il duo comico da lui preferito è i Downtown.

## Opere
- Undeadman – one-shot, 1990
- Angel densetsu – 15 tankōbon, dal 1992 al 2000
- Claymore – 27 tankōbon, dal 2001 al 2014
- Arcadia of the Moonlight – one-shot, 2017
- Ariadne in the Blue Sky – 22 tankōbon, dal 2017 al 2023